# リムリック伯爵
リムリック伯爵（リムリックはくしゃく、英: Earl of Limerick）は、アイルランド貴族の爵位。2度創設され、うち第2期が存続している。

## 歴史

### 第1期
ダブリンの長老議員ジョン・ダンガン(1546?–1592)の息子ウォルター・ダンガン(bef.1592–1626)は1623年10月23日にアイルランドの準男爵に叙された。その息子である2代準男爵ジョン・ダンガン(1603–1650)はアイルランド庶民院議員を務めたが、1641年アイルランド反乱を経て1642年に追放された。その息子である3代準男爵ウォルター・ダンガン(c.1628–1686)がアイルランド・カトリック同盟に加わった一方、3代準男爵の弟ウィリアム・ダンガン(1630–1698)は加担しなかった。これにより、イングランド共和国期に没収された領地を王政復古とともに1660年に返還され、さらに1662年2月14日にアイルランド貴族であるキルデア県クレーンにおけるダンガン子爵に叙された。この爵位には特別残余権（special remainder）が規定され、初代子爵の男系子孫が断絶した場合は弟ロバート(1631–?)、マイケル(1633–?)、トマス(1634–1715)およびその子孫が継承できるとした。1686年1月2日にはアイルランド貴族であるリムリック伯爵に叙されたが、この爵位にも特別残余権が規定され、初代伯爵の男系子孫が断絶した場合は弟トマスといとこにあたるトマス・ダンガン、およびその子孫が継承できるとした。
初代伯爵はジャコバイトであり、名誉革命でジェームズ2世を支持したため私権剥奪された。しかしその死後、弟トマス・ダンガンがリムリック伯爵位の継承を主張して認められた。彼は兄の存命中よりニューヨーク総督を務めており、名誉革命後の1691年まで務めたほか、兄の剥奪された財産の返還を求めたが、1715年に息子のないまま死去、爵位は廃絶したとされた。

### 第2期
アイルランド国教会の聖職者ウィリアム・セシル・ペリー(1721–1794)はキラーラおよびアコンリー主教、リムリック、アードファートおよびアガドー主教を務め、1790年6月2日にアイルランド貴族であるマローのグレントワース男爵に叙された。その息子にあたる2代男爵エドモンド・ヘンリー・ペリー(1758–1844)はトーリー党の政治家であり、アイルランド庶民院議員、アイルランド貴族代表議員を務め、1800年12月29日にアイルランド貴族であるリムリック市におけるリムリック子爵、1803年1月1日にリムリック伯爵に叙され、1815年8月11日に連合王国貴族であるクレア県スタックポール・コートにおけるフォックスフォード男爵に叙された。
初代伯爵の曽孫にあたる3代伯爵ウィリアム・ヘイル・ジョン・チャールズ・ペリー(1840–1896)は保守党の政治家であり、侍従たる議員、女王衛士隊隊長を務めた。
2015年時点の当主は3代伯爵の曽孫にあたる7代伯爵エドマンド・クリストファー・ペリー(1963–)である。

## 現当主の保有爵位
現当主の第7代リムリック伯爵エドマンド・ペリーは、以下の爵位を有する。
- 第7代リムリック伯爵(7th Earl of Limerick)
（1803年1月1日の勅許状によるアイルランド貴族爵位）
- 第7代リムリック子爵(7th Viscount Limerick)
（1800年12月29日の勅許状によるアイルランド貴族爵位）
- マローの第8代グレントワース男爵(8th Baron Glentworth, of Mallow)
（1790年6月2日の勅許状によるアイルランド貴族爵位）
- クレア県スタックポール・コートにおける第7代フォックスフォード男爵(7th Baron Foxford, of Stackpole Court in the County of Clare)
（1815年8月11日の勅許状による連合王国貴族爵位）

現当主の保有する子爵位の名称は「リムリック」であり、当主の名乗る伯爵位と被ることから、爵位の法定推定相続人は家名を用いたペリー子爵(Viscount Perry)を儀礼称号として仮冒している。

## ダンガン家

### （カースルトンの）ダンガン準男爵（1623年）
- 初代準男爵サー・ウォルター・ダンガン（1592年以前 – 1626年）
- 第2代準男爵サー・ジョン・ダンガン（英語版）（1603年 – 1650年）
- 第3代準男爵サー・ウォルター・ダンガン（1628年ごろ – 1686年）
- 第4代準男爵サー・ウィリアム・ダンガン（英語版）（1630年 – 1698年）
  - 1662年、ダンガン子爵に叙爵。1686年、リムリック伯爵に叙爵

### リムリック伯爵（1686年）
- 初代リムリック伯爵ウィリアム・ダンガン（英語版）（1630年 – 1698年）
  - ダンガン子爵ウォルター・ダンガン（英語版）（1650年ごろ – 1690年）
- 第2代リムリック伯爵トマス・ダンガン（英語版）（1634年 – 1715年）

## ペリー家

### グレントワース男爵（1790年）
- 初代グレントワース男爵ウィリアム・セシル・ペリー（英語版）（1721年 – 1794年）
- 第2代グレントワース男爵エドモンド・ヘンリー・ペリー（1758年 – 1844年）
  - 1800年、リムリック子爵に叙爵。1803年、リムリック伯爵に叙爵

### リムリック伯爵（1803年）
- 初代リムリック伯爵エドモンド・ヘンリー・ペリー（1758年 – 1844年）
- 第2代リムリック伯爵ウィリアム・ヘンリー・テニソン・ペリー（1812年 – 1866年）
- 第3代リムリック伯爵ウィリアム・ヘイル・ジョン・チャールズ・ペリー（英語版）（1840年 – 1896年）
- 第4代リムリック伯爵ウィリアム・ヘンリー・エドマンド・ド・ヴィアー・シェーファー・ペリー（英語版）（1863年 – 1929年）
  - グレントワース卿エドモンド・ウィリアム・クロード・ジェラード・ド・ヴィアー・ペリー（1894年 – 1918年）
- 第5代リムリック伯爵エドマンド・コフーン・ペリー（英語版）（1888年 – 1967年）
- 第6代リムリック伯爵パトリック・エドマンド・ペリー（英語版）（1930年 – 2003年）
- 第7代リムリック伯爵エドマンド・クリストファー・ペリー（英語版）（1963年 – ）

爵位の法定推定相続人は現当主の息子ペリー子爵フェリックス・エドマンド・ペリー（1991年 – ）で、その推定相続人はその弟にあたるアイヴォー・パトリック・ペリー閣下（1993年 – ）である。